# Microsoft Office Live
Microsoft Office Live fue un conjunto de servicios basados en Internet diseñado para usuarios y pequeñas empresas interesadas en crear un sitio Web o almacenar y compartir documentos en línea. A partir de 2009, consta de dos servicios, Office Live Workspace y Office Live Small Business.

## Office Live Workspace
Office Live Workspace es un servicio gratuito para almacenar y compartir documentos en línea. La empresa afirma que se suele utilizar para el trabajo, escuela y casa, porque los documentos pueden administrarse desde ubicaciones remotas sin una unidad flash. Disponible en más de 25 idiomas, Office Live Workspace requiere el acceso a Internet y un explorador compatible. Uso de un área de trabajo se puede mejorar mediante la instalación de Silverlight, un complemento que hace más fácil de cargar varios documentos y colaborar con otras personas en un área de trabajo. Para que los espacios de trabajo tener acceso directamente desde la Oficina, los usuarios de Word, Excel y PowerPoint deben instalar Office Live Update. los archivos no pueden editarse desde dentro de área de trabajo, pero al hacer clic en "Editar" se abrirán en Microsoft Office. el área de trabajo no ofrece colaboración sin conexión — en su lugar documentos son "desprotegido" y "protegidos", pero el servicio se integra con SharedView para compartir la pantalla en tiempo real

### Características
- Almacenamiento en línea. Office Live permite a los usuarios almacenar hasta 5 gigabytes (GB) de información en muchos formatos,[3] a la que se puede acceder desde cualquier ordenador con conexión a internet, de archivo, incluso si no está instalado Office. Esto permite reemplazar la necesidad de unidades flash o CD como una solución de almacenamiento y ofrece capacidades para la actualización de planes de proyecto, organizar eventos y delegar asignaciones sin programar una reunión o depender de correo electrónico.
- Intercambio de información. Office Live Workspace está diseñado para que los usuarios de PC pueden compartir un único documento o un área de trabajo que contiene varios documentos, así como colaborar en línea como un grupo. Áreas de trabajo son protegidos por contraseña y los usuarios pueden controlar quién ve y modifica la información. Los archivos o áreas de trabajo pueden ser compartidos con hasta 100 personas.[2]
- Compatibilidad de software. Mientras Office Live Workspace trabaja con programas de Microsoft Office como Word, Excel, PowerPoint y Outlook, también permite a los usuarios almacenar los documentos de otros tipos de archivo. Si la actualización Office Live está instalada, archivos y documentos pueden ser abiertos y guardan directamente desde Microsoft Office XP, 2003, o 2007. Los usuarios pueden también sincronizar,[4] contacto, tareas y listas de eventos con Outlook 2003 y 2007, y listas de área de trabajo se pueden exportar a Excel.[5]
- Recursos y apoyo. Microsoft creó un sitio Community Support Web,[6] que incluye un blog, wiki, vídeos sobre procedimientos y la oportunidad para los clientes preguntar y responder preguntas acerca del uso de Office Live Workspace.

### Requisitos del sistema
Office Live Workspace requiere un equipo conectado a Internet con Windows XP, Windows Server 2003, Windows 7, Windows Vista o Mac OS X 10.2. Funciona con los siguientes navegadores:
- Internet Explorer 6.0 o posterior
- Firefox 2.0 o posterior

## Office Live Small Business
Microsoft Office Live Small Business es un servicio de basadas en Internet diseñado para ayudar a los usuarios no técnicos con la creación de un sitio Web de aspecto profesional.

### Características
- Herramientas de diseño de sitio Web y alojamiento. Office Live Small Business proporciona acceso a herramientas de diseño de web en línea y plantillas para el desarrollo de sitio Web de los usuarios no técnicos gratuitos. Diseñador de sitio es una característica de productos utilizada para personalizar los diseños de página, colores, navegación y otros elementos del sitio. Los usuarios también pueden agregar módulos como botones de PayPal, blogs y calendarios a páginas. Los usuarios web avanzadas pueden cargar código HTML para personalizar sus páginas web. Microsoft ofrece alojamiento de sitio Web libre y 5 gigabytes (GB) de espacio de almacenamiento para archivos de sitio. Espacio de almacenamiento adicional puede ser adquirido si sitio de un usuario excede este límite de almacenamiento.
- Dominio de nombre de registro y las empresas e-mail. Dentro de Office Live Small Business, nombres de dominio pueden ser seleccionados y registrados. Los clientes que ya tienen un nombre de dominio con otro proveedor pueden redirigir a Office Live Small Business. Los usuarios pueden crear hasta 100 cuentas de correo electrónico basado en dominio de forma gratuita. Se pueden comprar las cuentas de correo electrónico adicionales. El precio es $ 14.95 un año e incluye registro privado.[7]
- Administrador de contacto. El administrador de contacto está diseñado para organizar información del cliente, historiales de contactos y de información de ventas en un solo lugar y hacerla accesible a través de la web a su toda organización.
- Administrador de documento. Esta aplicación se utiliza como un repositorio en línea para los documentos a fin de les fácilmente accesible a los empleados para facilitar la colaboración.
- Área de equipo. La aplicación de Team Workspace crea un proyecto de sitio de Web para publicar información para compartir con los clientes, empleados o socios comerciales. Sirve para agilizar el proceso de edición, dar a los usuarios acceso remoto a datos de la compañía y descargar archivos grandes como sea necesario.
- Recursos y apoyo. Microsoft ofrece soporte de 24 horas técnica telefónica de forma gratuita durante 30 días. En línea, el sitio de comunidad incluye un blog, wiki, artículos, vídeos sobre procedimientos y la oportunidad para los clientes preguntar y responder preguntas acerca del uso de Office Live Small Business.[6]

### Seguridad
Office Live Small Business, datos se almacenan en la red de Microsoft donde los servicios de firewall de red ayudar a proteger los documentos, correo electrónico y otros datos almacenados. La compañía afirma todos datos de negocio del cliente es una copia de cada día, y que si los clientes inadvertidamente dañar su sitio web o archivos de áreas de trabajo, o eliminar los archivos importantes en Office Live Small Business, que pueden recuperación sus datos de copia de seguridad almacenado en servidores de Microsoft. Características integradas-protección con contraseña se incluyen para aplicaciones de negocio como Team Workspace y administrador de documentos.

### Requisitos del sistema
Muchas de las características de Office Live (incluida la suscripción) requieren equipo conectado a Internet con Windows XP, Windows Server 2003, Windows 7, Windows Vista o Mac OS X 10.2. x y posterior con uno de los siguientes exploradores Web instalado:
- Internet Explorer 6.0 o posterior

- Firefox 2.0 o posterior